# Hungenroth

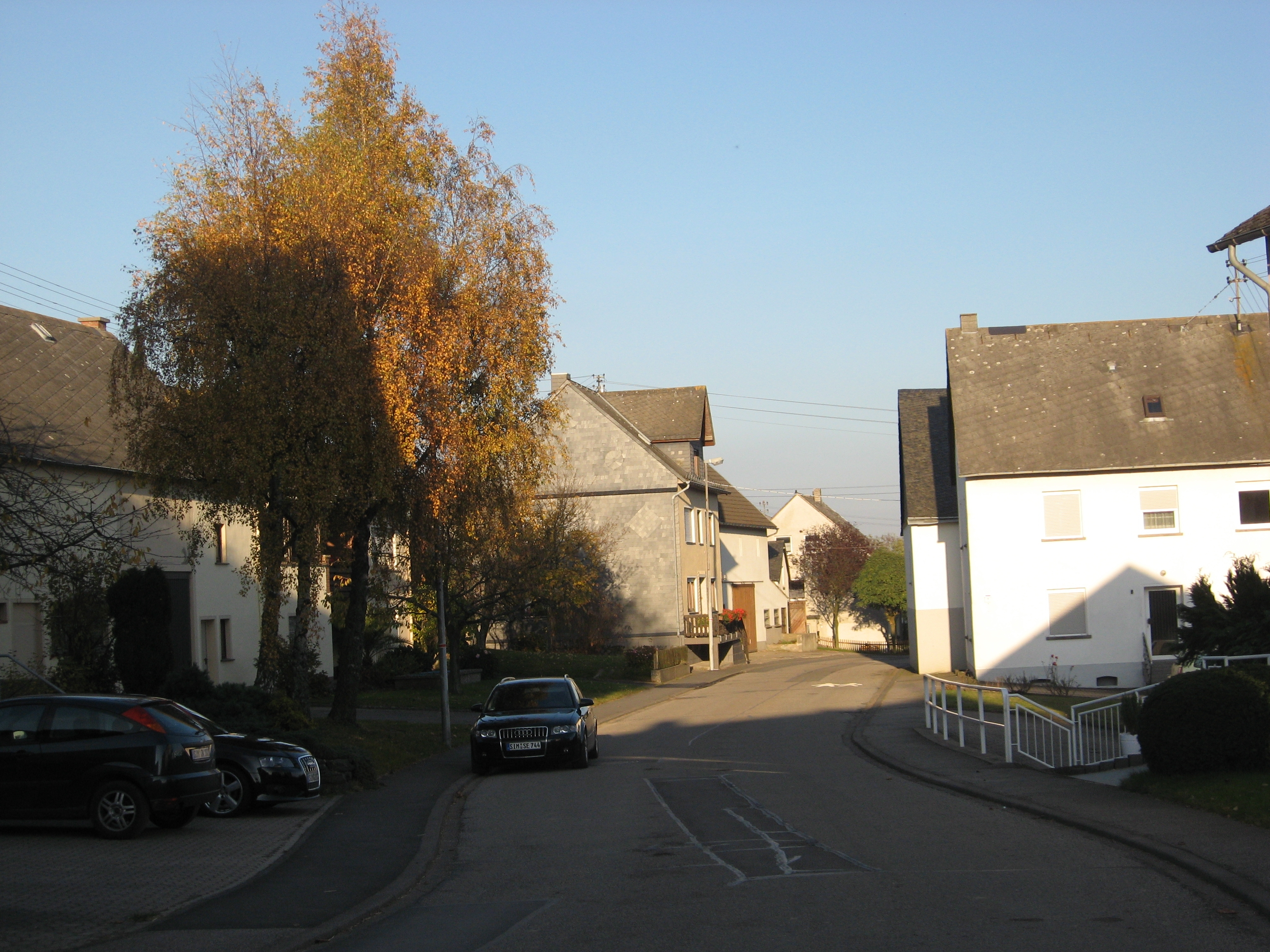
Dorfstraße

Hungenroth ist eine Ortsgemeinde im Rhein-Hunsrück-Kreis in Rheinland-Pfalz. Sie gehört der Verbandsgemeinde Hunsrück-Mittelrhein an.

## Geographie
Das Dorf liegt auf einem Höhenrücken im Osten des Hunsrücks, zwischen dem Mittelrheintal und der Bundesautobahn 61. Zu Hungenroth gehören auch die Wohnplätze Berghof und Sonnenhof.

## Geschichte
Hungenroth gehörte bis in die zweite Hälfte des 15. Jahrhunderts zur Herrschaft Schöneck und danach als nicht eingelöste Pfandschaft zur Vogtei Pfalzfeld in der Niedergrafschaft Katzenelnbogen.
Nach dem Aussterben kamen der Grafentitel und die Besitzungen Katzenellenbogens an den Landesfürsten von Hessen und dessen landgräfliche Nebenlinien Hessen-Rheinfels.
Mit der Besetzung des Linken Rheinufers 1794 durch französische Revolutionstruppen wurde der Ort französisch, 1815 wurde er auf dem Wiener Kongress dem Königreich Preußen zugeordnet.
Seit 1946 ist der Ort Teil des Landes Rheinland-Pfalz.

## Politik

### Gemeinderat
Der Gemeinderat in Hungenroth besteht aus sechs Ratsmitgliedern, die bei der Kommunalwahl am 9. Juni 2024 in einer Mehrheitswahl gewählt wurden, und dem ehrenamtlichen Ortsbürgermeister als Vorsitzendem.

### Bürgermeister
Ortsbürgermeister ist Alexander Wehr. Bei der Direktwahl am 26. Mai 2019 setzte er sich mit einem Stimmenanteil von 51,15 % gegen den bisherigen Amtsinhaber Udo Voell durch. Bei der Direktwahl am 9. Juni 2024 wurde er als einziger Bewerber mit 81,7 % für weitere fünf Jahre in seinem Amt bestätigt.

### Wappen
| Wappen von Hungenroth | Blasonierung: „Im geteilten Schild, oben in Rot ein silberner Pflug, unten in Gold ein blaugekrönter herschauender roter Löwe.“                      |
| Wappen von Hungenroth | Wappenbegründung: Das Wappen nimmt Bezug auf die ehemalige Zugehörigkeit des Ortes, der Herrschaft Schöneck und der Niedergrafschaft Katzenelnbogen. |